# Puchar Kontynentalny 2021/2022
24. edycja Pucharu Kontynentalnego rozgrywana od 24 września 2021 do 9 stycznia 2022.
Do rozgrywek przystąpił zespół aktualnego wicemistrza Polski – Cracovii, który rozpocznie rywalizację od III rundy i będzie gospodarzem turnieju eliminacyjnego.

## Uczestnicy
| Runda          | Data                    | Grupa   | Miejsce                                                   | Drużyna                                                            |
| -------------- | ----------------------- | ------- | --------------------------------------------------------- | ------------------------------------------------------------------ |
| Pierwsza runda | 24–26 września 2021     | Grupa A | Patinoarul Olimpic · Braszów · Rumunia                    | Corona Braszów FC Barcelona KHL Mladost Zagrzeb Buz Beykoz Stambuł |
| Pierwsza runda | 24–26 września 2021     | Grupa B | Pramogų arena · Wilno · Litwa                             | Hockey Punks Tartu Kalev-Välk Skautafélag Akureyrar                |
| Druga runda    | 22–24 października 2021 | Grupa C | Tüskecsarnok · Budapeszt · Węgry                          | Olimp Ryga Ferencvárosi TC Sokił Kijów Tartu Kalev-Välk            |
| Druga runda    | 22–24 października 2021 | Grupa D | Coliséum · Amiens · Francja                               | Asiago Hockey Gothiques d'Amiens Acroni Jesenice Corona Braszów    |
| Trzecia runda  | 19–21 listopada 2021    | Grupa E | Lodowisko im. Adama „Rocha” Kowalskiego · Kraków · Polska | Saryarka Karaganda HK Poprad Cracovia Asiago Hockey                |
| Trzecia runda  | 19–21 listopada 2021    | Grupa F | Gigantium Isarena · Aalborg · Dania                       | Sheffield Steelers HK Homel Aalborg Pirates Olimp Ryga             |
| Superfinał     | 4–6 marca 2022          | Grupa G | Gigantium Isarena · Aalborg · Dania                       | Saryarka Karaganda Cracovia Aalborg Pirates HK Homel               |

## I runda

### Grupa A
Tabela

| Lp. | Zespół              | M | Pkt | Z | WpD | PpD | P | G+ | G- | +/− |
| --- | ------------------- | - | --- | - | --- | --- | - | -- | -- | --- |
| 1   | Corona Braszów      | 3 | 9   | 3 | 0   | 0   | 0 | 30 | 3  | +27 |
| 2   | KHL Mladost Zagrzeb | 3 | 6   | 2 | 0   | 0   | 1 | 16 | 18 | -2  |
| 3   | FC Barcelona        | 3 | 3   | 1 | 0   | 0   | 2 | 10 | 14 | -4  |
| 4   | Buz Beykoz Stambuł  | 3 | 0   | 0 | 0   | 0   | 3 | 7  | 28 | -21 |

Wyniki
| 24 września 2021 | KHL Mladost Zagrzeb | 2:10 | Corona Braszów | Patinoarul Olimpic, Braszów |

| Szczegóły      | Szczegóły                               | Szczegóły       | Szczegóły | Szczegóły                                                                                      |
| -------------- | --------------------------------------- | --------------- | --- | ---------------------------------------------------------------------------------------------- |
| Godzina: 14:30 | M. Čunko (EQ) 41:25 B. Ficur (EQ) 43:51 | (0:3, 0:3, 2:4) | 00:48 (EQ) R. Gliga 07:49 (EQ) Z. Molnár 10:13 (EQ) A. Vasile 20:59 (PP1) N. Huard 27:54 (EQ) H.-F. Bors 39:46 (EQ) Z. Molnár 44:05 (EQ) B. Gajdo 46:49 (EQ) N. Huard 56:11 (EQ) B. A. Trotter 57:57 (EQ) M. Kovacs | Widzów: 300 Sędzia główny: Zsombor Palkovi Sędziowie liniowi: Csaba Bandi Hunor Flavius Crisan |
| Godzina: 14:30 | 4 min. kar                              |                 | 4 min. kar | Widzów: 300 Sędzia główny: Zsombor Palkovi Sędziowie liniowi: Csaba Bandi Hunor Flavius Crisan |

| 24 września 2021 | FC Barcelona | 6:2 | Buz Beykoz Stambuł | Patinoarul Olimpic, Braszów |

| Szczegóły      | Szczegóły | Szczegóły       | Szczegóły                                    | Szczegóły                                                                              |
| -------------- | --- | --------------- | -------------------------------------------- | -------------------------------------------------------------------------------------- |
| Godzina: 18:30 | G. Gonzalez (PP) 05:45 O. Rubio (EQ) 13:40 L. Vasilisson (EQ) 37:07 A. Klein (EQ) 46:36 E. Sin (EQ) 48:32 O. Rubio (EQ) 52:07 | (2:1, 1:1, 3:0) | 04:37 (SH) D. Łotow 36:30 (EQ) J. Mogiłnikow | Widzów: 70 Sędzia główny: Benas Jaksys Sędziowie liniowi: Christian Filip Gabriel Radu |
| Godzina: 18:30 | 6 min. kar |                 | 7 min. kar                                   | Widzów: 70 Sędzia główny: Benas Jaksys Sędziowie liniowi: Christian Filip Gabriel Radu |

| 25 września 2021 | FC Barcelona | 3:5 | KHL Mladost Zagrzeb | Patinoarul Olimpic, Braszów |

| Szczegóły      | Szczegóły                                                      | Szczegóły       | Szczegóły                                                                                                | Szczegóły                                                                                            |
| -------------- | -------------------------------------------------------------- | --------------- | --- | --- |
| Godzina: 14:30 | S. Sarusawa (EQ) 05:29 A. Klein (EQ) 22:32 A. Klein (EQ) 33:06 | (1:1, 2:0, 0:4) | 00:54 (EQ) M. Novak 44:03 (EQ) J. Smolec 52:44 (EQ) F. Kozina 54:44 (EQ) N. Kramaric 59:58 (EQ) M. Čunko | Widzów: 20 Sędzia główny: Ivan Nedeljkovic Sędziowie liniowi: Hunor Flavius Crisan Andries Gheorghes |
| Godzina: 14:30 | 16 min. kar                                                    |                 | 14 min. kar                                                                                              | Widzów: 20 Sędzia główny: Ivan Nedeljkovic Sędziowie liniowi: Hunor Flavius Crisan Andries Gheorghes |

| 25 września 2021 | Corona Braszów | 13:0 | Buz Beykoz Stambuł | Patinoarul Olimpic, Braszów |

| Szczegóły      | Szczegóły | Szczegóły       | Szczegóły   | Szczegóły                                                                              |
| -------------- | --- | --------------- | ----------- | -------------------------------------------------------------------------------------- |
| Godzina: 18:30 | P. Machala (EQ) 03:44 B. A. Trotter (EQ) 10:26 A. Vasile (EQ) 11:36 R. Valchař (PP) 17:38 N. Huard (SH) 21:00 N. Huard (PP) 30:00 R. Valchař (PP) 32:31 R. Valchař (EQ) 37:38 A. Zagidullin (EQ) 41:48 Z. Molnár (PP) 46:14 N. Huard (PP) 52:07 M. Kovacs (PP) 54:23 N. Vasile (EQ) 55:14 | (4:0, 4:0, 5:0) |             | Widzów: 300 Sędzia główny: Zsombor Palkovi Sędziowie liniowi: Csaba Bandi Gabriel Radu |
| Godzina: 18:30 | 56 min. kar |                 | 45 min. kar | Widzów: 300 Sędzia główny: Zsombor Palkovi Sędziowie liniowi: Csaba Bandi Gabriel Radu |

| 26 września 2021 | Corona Braszów | 7:1 | FC Barcelona | Patinoarul Olimpic, Braszów |

| Szczegóły      | Szczegóły | Szczegóły       | Szczegóły                 | Szczegóły                                                                                        |
| -------------- | --- | --------------- | ------------------------- | ------------------------------------------------------------------------------------------------ |
| Godzina: 14:30 | A. Vasile (EQ) 10:53 R. Valchař (EQ) 11:26 A. Vasile (EQ) 23:10 N. Vasile (EQ) 37:03 A. Zagidullin (EQ) 43:11 R. Gliga (PP) 45:51 R. Valchař (EQ) 54:26 | (2:0, 2:1, 3:0) | 31:32 (PP2) L. Vasilisson | Widzów: 350 Sędzia główny: Ivan Nedeljkovic Sędziowie liniowi: Christian Filip Andries Gheorghes |
| Godzina: 14:30 | 12 min. kar |                 | 8 min. kar                | Widzów: 350 Sędzia główny: Ivan Nedeljkovic Sędziowie liniowi: Christian Filip Andries Gheorghes |

| 26 września 2021 | Buz Beykoz Stambuł | 5:9 | KHL Mladost Zagrzeb | Patinoarul Olimpic, Braszów |

| Szczegóły      | Szczegóły | Szczegóły       | Szczegóły | Szczegóły                                                                                   |
| -------------- | --- | --------------- | --- | ------------------------------------------------------------------------------------------- |
| Godzina: 18:30 | J. Mogiłnikow (EQ) 11:48 J. Mogiłnikow (EQ) 27:16 S. Gümüş (EQ) 52:10 Y. Halil (EQ) 56:47 S. Gümüş (PS) 59:47 | (1:2, 1:4, 3:3) | 03:45 (EQ) J. Smolec 16:08 (EQ) T. Trstenjak 26:54 (EQ) B. Fičur 34:45 (EQ) M. Šakić 36:26 (EQ) M. Šakić 39:23 (EQ) F. Kozina 45:46 (EQ) L. Hanžek 51:15 (EQ) R. Cerovecki 57:12 (EQ) T. Trstenjak | Widzów: 35 Sędzia główny: Benas Jaksys Sędziowie liniowi: Hunor Flavius Crisan Gabriel Radu |
| Godzina: 18:30 | 6 min. kar |                 | 6 min. kar | Widzów: 35 Sędzia główny: Benas Jaksys Sędziowie liniowi: Hunor Flavius Crisan Gabriel Radu |

### Grupa B
Tabela

| Lp. | Zespół                | M | Pkt | Z | WpD | PpD | P | G+ | G- | +/− |
| --- | --------------------- | - | --- | - | --- | --- | - | -- | -- | --- |
| 1   | Tartu Kalev-Välk      | 2 | 6   | 2 | 0   | 0   | 0 | 14 | 4  | +10 |
| 2   | Hockey Punks          | 2 | 3   | 1 | 0   | 0   | 1 | 15 | 14 | +1  |
| 3   | Skautafélag Akureyrar | 2 | 0   | 0 | 0   | 0   | 2 | 7  | 18 | -11 |

Wyniki
| 24 września 2021 | Hockey Punks | 3:8 | Tartu Kalev-Välk | Pramogų arena, Wilno |

| Szczegóły      | Szczegóły                                                       | Szczegóły       | Szczegóły | Szczegóły                                                                                                 |
| -------------- | --------------------------------------------------------------- | --------------- | --- | --- |
| Godzina: 20:00 | A. Kuveko (EQ) 09:27 E. Rybakov (SH) 45:54 A. Kuveko (EQ) 56:30 | (1:3, 0:0, 2:5) | 02:46 (SH) M. Lipsbergs 05:08 (EQ) F. Gusynin 08:32 (PP) I. Akimow 43:49 (EQ) D. Szapowałow 47:50 (EQ) I. Akimow 49:31 (EQ) F. Gusynin 51:40 (EQ) A. Wojciechowski 55:02 (PP) D. Szapowałow | Widzów: 409 Sędzia główny: Raivis Jucers Andrejs Kudrjasovs Sędziowie liniowi: Simas Bakus Artiom Sidorov |
| Godzina: 20:00 | 14 min. kar                                                     |                 | 6 min. kar | Widzów: 409 Sędzia główny: Raivis Jucers Andrejs Kudrjasovs Sędziowie liniowi: Simas Bakus Artiom Sidorov |

| 25 września 2021 | Tartu Kalev-Välk | 6:1 | Skautafélag Akureyrar | Pramogų arena, Wilno |

| Szczegóły      | Szczegóły | Szczegóły       | Szczegóły              | Szczegóły |
| -------------- | --- | --------------- | ---------------------- | --- |
| Godzina: 17:00 | M. Turovski (EQ) 04:24 M. Turovski (PP) 06:48 M. Lipsbergs (EQ) 26:19 I. Dokszyn (PP) 44:34 I. Akimow (EQ) 56:17 D. Szapowałow (EQ) 57:59 | (2:0, 1:1, 3:0) | 31:12 (EQ) J. Leifsson | Widzów: 153 Sędzia główny: Raivis Jucers Andrejs Kudrjasovs Sędziowie liniowi: Artiom Sidorov Avgustinas Silinas |
| Godzina: 17:00 | 8 min. kar |                 | 6 min. kar             | Widzów: 153 Sędzia główny: Raivis Jucers Andrejs Kudrjasovs Sędziowie liniowi: Artiom Sidorov Avgustinas Silinas |

| 26 września 2021 | Skautafélag Akureyrar | 6:12 | Hockey Punks | Pramogų arena, Wilno |

| Szczegóły      | Szczegóły | Szczegóły       | Szczegóły | Szczegóły |
| -------------- | --- | --------------- | --- | --- |
| Godzina: 17:00 | A. M. Mikaelsson (PP) 07:07 A. Arngrimsson (EQ) 09:38 J. Leifsson (PP) 33:56 G. Arason (EQ) 35:59 A. M. Mikaelsson (SH) 48:10 A. M. Mikaelsson (PP) 53:20 | (2:4, 2:5, 2:3) | 00:19 (EQ) T. Kumeliauskas 02:46 (PP) L. Kudrevičius 11:47 (PP) J. Jasinevičius 14:32 (EQ) E. Truksnys 23:35 (SH) I. Żełtakow 26:27 (PP) Š. Kuliešius 27:34 (EQ) V. Pikčius 28:39 (EQ) E. Rybakov 31:28 (EQ) S. Markowski 45:36 (EQ) S. Markowski 49:14 (EQ) S. Markowski 50:21 (EQ) R. Bacevičius | Widzów: 348 Sędzia główny: Raivis Jucers Andrejs Kudrjasovs Sędziowie liniowi: Simas Bakus Avgustinas Silinas |
| Godzina: 17:00 | 20 min. kar |                 | 45 min. kar | Widzów: 348 Sędzia główny: Raivis Jucers Andrejs Kudrjasovs Sędziowie liniowi: Simas Bakus Avgustinas Silinas |

## II runda

### Grupa C
Tabela

| Lp. | Zespół           | M | Pkt | Z | WpD | PpD | P | G+ | G- | +/− |
| --- | ---------------- | - | --- | - | --- | --- | - | -- | -- | --- |
| 1   | Olimp Ryga       | 3 | 6   | 2 | 0   | 0   | 1 | 10 | 7  | +3  |
| 2   | Sokił Kijów      | 3 | 6   | 2 | 0   | 0   | 1 | 14 | 9  | +5  |
| 3   | Ferencvárosi TC  | 3 | 6   | 2 | 0   | 0   | 1 | 12 | 6  | +6  |
| 4   | Tartu Kalev-Välk | 3 | 0   | 0 | 0   | 0   | 3 | 8  | 22 | -14 |

Wyniki
| 22 października 2021 | Ferencvárosi TC | 8:1 | Tartu Kalev-Välk | Tüskecsarnok, Budapeszt |

| Szczegóły      | Szczegóły | Szczegóły       | Szczegóły                   | Szczegóły                                                                                                   |
| -------------- | --- | --------------- | --------------------------- | --- |
| Godzina: 16:00 | J. McFadden (EQ) 22:33 R. Kulmala (PP) 23:38 A. Pavuk (EQ) 27:46 L. Kärmeniemi (EQ) 28:10 G. Nagy (PP) 30:59 A. Tóth (EQ) 40:16 Á. Hegyi (PP) 45:07 G. Tóth (PP) 46:44 | (0:1, 5:0, 3:0) | 07:17 (PP) A. Wojciechowski | Widzów: 356 Sędzia główny: Pierre Dehaen Levente Siko Szilard Sędziowie liniowi: Barnabas Fenyi Daniel Konc |
| Godzina: 16:00 | 12 min. kar |                 | 58 min. kar                 | Widzów: 356 Sędzia główny: Pierre Dehaen Levente Siko Szilard Sędziowie liniowi: Barnabas Fenyi Daniel Konc |

| 22 października 2021 | Olimp Ryga | 4:1 | Sokił Kijów | Tüskecsarnok, Budapeszt |

| Szczegóły      | Szczegóły                                                                            | Szczegóły       | Szczegóły             | Szczegóły                                                                                             |
| -------------- | ------------------------------------------------------------------------------------ | --------------- | --------------------- | --- |
| Godzina: 19:30 | G. Pujacs (PP) 19:58 K. Apsitis (EQ) 25:18 G. Pujacs (PP) 28:56 G. Pujacs (EQ) 32:49 | (1:0, 3:1, 0:0) | 33:29 (EQ) A. Michnow | Widzów: 250 Sędzia główny: Patrick Fichtner Milan Zrnic Sędziowie liniowi: Norbert Muzsik David Vaczi |
| Godzina: 19:30 | 6 min. kar                                                                           |                 | 14 min. kar           | Widzów: 250 Sędzia główny: Patrick Fichtner Milan Zrnic Sędziowie liniowi: Norbert Muzsik David Vaczi |

| 23 października 2021 | Ferencvárosi TC | 1:4 | Sokił Kijów | Tüskecsarnok, Budapeszt |

| Szczegóły      | Szczegóły          | Szczegóły       | Szczegóły                                                                                 | Szczegóły                                                                                    |
| -------------- | ------------------ | --------------- | ----------------------------------------------------------------------------------------- | -------------------------------------------------------------------------------------------- |
| Godzina: 16:00 | G. Nagy (EQ) 22:30 | (0:2, 1:0, 0:2) | 02:12 (EQ) A. Wasiljew 16:13 (EQ) D. Korzhilecki 51:18 (EQ) A. Ruban 59:39 (PEN) A. Ruban | Widzów: 487 Sędzia główny: Omar Pinie Milan Zrnic Sędziowie liniowi: Daniel Konc David Vaczi |
| Godzina: 16:00 | 12 min. kar        |                 | 10 min. kar                                                                               | Widzów: 487 Sędzia główny: Omar Pinie Milan Zrnic Sędziowie liniowi: Daniel Konc David Vaczi |

| 23 października 2021 | Olimp Ryga | 5:3 | Tartu Kalev-Välk | Tüskecsarnok, Budapeszt |

| Szczegóły      | Szczegóły | Szczegóły       | Szczegóły                                                       | Szczegóły                                                                                               |
| -------------- | --- | --------------- | --------------------------------------------------------------- | --- |
| Godzina: 19:30 | G. Pujacs (PP) 37:34 S. Grinbergs (EQ) 38:39 S. Grinbergs (EQ) 47:06 K. Tambijevs (EQ) 58:49 M. Redlihs (EN) 59:59 | (0:0, 2:2, 3:1) | 22:37 (EQ) D. Kuznetsov 35:53 (EQ) H. Koll 56:35 (PP) I. Akimow | Widzów: 93 Sędzia główny: Pierre Dehaen Patrick Fichtner Sędziowie liniowi: Barnabas Fenyi Bence Kovesi |
| Godzina: 19:30 | 6 min. kar |                 | 6 min. kar                                                      | Widzów: 93 Sędzia główny: Pierre Dehaen Patrick Fichtner Sędziowie liniowi: Barnabas Fenyi Bence Kovesi |

| 24 października 2021 | Olimp Ryga | 1:3 | Ferencvárosi TC | Tüskecsarnok, Budapeszt |

| Szczegóły      | Szczegóły               | Szczegóły       | Szczegóły                                                       | Szczegóły                                                                                          |
| -------------- | ----------------------- | --------------- | --------------------------------------------------------------- | -------------------------------------------------------------------------------------------------- |
| Godzina: 15:00 | E. Brahmanis (PP) 57:39 | (0:1, 0:0, 1:2) | 09:28 (EQ) G. Nagy 43:19 (EQ) J. Tamminen 46:40 (EQ) B. Somogyi | Widzów: 602 Sędzia główny: Pierre Dehaen Milan Zrnic Sędziowie liniowi: Daniel Konc Norbert Muzsik |
| Godzina: 15:00 | 8 min. kar              |                 | 12 min. kar                                                     | Widzów: 602 Sędzia główny: Pierre Dehaen Milan Zrnic Sędziowie liniowi: Daniel Konc Norbert Muzsik |

| 24 października 2021 | Sokił Kijów | 9:4 | Tartu Kalev-Välk | Tüskecsarnok, Budapeszt |

| Szczegóły      | Szczegóły | Szczegóły       | Szczegóły                                                                               | Szczegóły                                                                                             |
| -------------- | --- | --------------- | --------------------------------------------------------------------------------------- | --- |
| Godzina: 18:30 | A. Michnow (PP) 13:14 A. Pawłenko (EQ) 15:22 M. Simczuk (EQ) 17:37 A. Michnow (EQ) 18:18 A. Ruban (EQ) 20:27 J. Mażuga (PP) 32:20 M. Simczuk (SH) 35:20 J. Kuzmienko (PP) 37:16 A. Pawłenko (SH) 47:34 | (4:0, 4:2, 1:2) | 28:26 (EQ) D. Szapowałow 38:58 (EQ) O. Sakhokia 45:46 (EQ) H. Koll 58:19 (EQ) I. Akimow | Widzów: 72 Sędzia główny: Omar Pinie Levente Siko Szilard Sędziowie liniowi: Bence Kovesi David Vaczi |
| Godzina: 18:30 | 8 min. kar |                 | 6 min. kar                                                                              | Widzów: 72 Sędzia główny: Omar Pinie Levente Siko Szilard Sędziowie liniowi: Bence Kovesi David Vaczi |

### Grupa D
Tabela

| Lp. | Zespół             | M | Pkt | Z | WpD | PpD | P | G+ | G- | +/− |
| --- | ------------------ | - | --- | - | --- | --- | - | -- | -- | --- |
| 1   | Asiago Hockey      | 3 | 9   | 3 | 0   | 0   | 0 | 11 | 7  | +4  |
| 2   | Gothiques d'Amiens | 3 | 6   | 2 | 0   | 0   | 1 | 17 | 4  | +13 |
| 3   | Acroni Jesenice    | 3 | 3   | 1 | 0   | 0   | 2 | 9  | 13 | -4  |
| 4   | Corona Braszów     | 3 | 0   | 0 | 0   | 0   | 3 | 2  | 15 | -13 |

Wyniki
| 22 października 2021 | Asiago Hockey | 4:3 | Acroni Jesenice | Coliséum, Amiens |

| Szczegóły      | Szczegóły                                                                                     | Szczegóły       | Szczegóły                                                     | Szczegóły                                                                                                   |
| -------------- | --------------------------------------------------------------------------------------------- | --------------- | ------------------------------------------------------------- | --- |
| Godzina: 16:00 | A. Salinitri (PP) 25:07 S. Giliati (PP) 32:30 D. Mantenuto (EQ) 36:02 M. Marchetti (PP) 56:46 | (0:0, 3:2, 1:1) | 27:59 (EQ) P. Rajsar 30:42 (PP) N. Brus 48:22 (PP) E. Svetina | Widzów: 204 Sędzia główny: Geoffrey Barcelo Zsombor Palkovi Sędziowie liniowi: Cyril Debuche Jeremie Douchy |
| Godzina: 16:00 | 14 min. kar                                                                                   |                 | 8 min. kar                                                    | Widzów: 204 Sędzia główny: Geoffrey Barcelo Zsombor Palkovi Sędziowie liniowi: Cyril Debuche Jeremie Douchy |

| 22 października 2021 | Gothiques d'Amiens | 6:0 | Corona Braszów | Coliséum, Amiens |

| Szczegóły      | Szczegóły | Szczegóły       | Szczegóły   | Szczegóły |
| -------------- | --- | --------------- | ----------- | --- |
| Godzina: 20:15 | T. Simonsen (PP) 07:28 T. Simonsen (PP) 11:57 A. Baazzi (PP) 36:36 T. Simonsen (PP2) 44:18 T. Tiala (EQ) 50:08 R. Matima (PP) 54:11 | (2:0, 1:0, 3:0) |             | Widzów: 1300 Sędzia główny: Maksim Toode Tim Tzirtziganis Sędziowie liniowi: Clement Goncalves Chris van Grinsven |
| Godzina: 20:15 | 9 min. kar |                 | 34 min. kar | Widzów: 1300 Sędzia główny: Maksim Toode Tim Tzirtziganis Sędziowie liniowi: Clement Goncalves Chris van Grinsven |

| 23 października 2021 | Corona Braszów | 2:4 | Asiago Hockey | Coliséum, Amiens |

| Szczegóły      | Szczegóły                                     | Szczegóły       | Szczegóły                                                                                      | Szczegóły |
| -------------- | --------------------------------------------- | --------------- | ---------------------------------------------------------------------------------------------- | --- |
| Godzina: 16:00 | A. Zagidullin (PP) 53:30 M. Kovacs (EQ) 58:33 | (0:2, 0:2, 2:2) | 03:03 (PP) M. Magnabosco 05:02 (EQ) M. Tessari 49:18 (EQ) D. Mantenuto 59:54 (EN) M. Marchetti | Widzów: 460 Sędzia główny: Geoffrey Barcelo Nicolas Cregut Sędziowie liniowi: Cyril Debuche Jason Thorrignac |
| Godzina: 16:00 | 16 min. kar                                   |                 | 15 min. kar                                                                                    | Widzów: 460 Sędzia główny: Geoffrey Barcelo Nicolas Cregut Sędziowie liniowi: Cyril Debuche Jason Thorrignac |

| 23 października 2021 | Gothiques d'Amiens | 9:1 | Acroni Jesenice | Coliséum, Amiens |

| Szczegóły      | Szczegóły | Szczegóły       | Szczegóły             | Szczegóły |
| -------------- | --- | --------------- | --------------------- | --- |
| Godzina: 20:15 | A. Baazzi (EQ) 01:43 F. Sabatier (EQ) 08:54 A. Boivin (PP) 12:55 R. Matima (PP) 19:55 S. Naas (EQ) 28:56 A. Baazzi (PP) 32:43 T. Simonsen (PP) 37:46 S. Naas (EQ) 46:45 T. Simonsen (PP2) 59:33 | (4:0, 3:1, 2:0) | 28:20 (PP) A. Crnovič | Widzów: 1700 Sędzia główny: Zsombor Palkovi Maksim Toode Sędziowie liniowi: Jeremie Douchy Clement Goncalves |
| Godzina: 20:15 | 12 min. kar |                 | 12 min. kar           | Widzów: 1700 Sędzia główny: Zsombor Palkovi Maksim Toode Sędziowie liniowi: Jeremie Douchy Clement Goncalves |

| 24 października 2021 | Acroni Jesenice | 5:0 wo. | Corona Braszów | Coliséum, Amiens |

| Godzina: 14:00 |          | () |          | Sędzia główny: Sędziowie liniowi: |
| Godzina: 14:00 | min. kar |    | min. kar | Sędzia główny: Sędziowie liniowi: |

| 24 października 2021 | Asiago Hockey | 3:2 | Gothiques d'Amiens | Coliséum, Amiens |

| Szczegóły      | Szczegóły                                                               | Szczegóły       | Szczegóły                                 | Szczegóły |
| -------------- | ----------------------------------------------------------------------- | --------------- | ----------------------------------------- | --- |
| Godzina: 18:00 | A. Salinitri (EQ) 03:28 D. Mantenuto (PP) 22:49 D. Mantenuto (EQ) 23:41 | (1:0, 2:2, 0:0) | 28:02 (PP) B. Bruche 31:48 (PP) B. Bruche | Widzów: 1600 Sędzia główny: Nicolas Cregut Tim Tzirtziganis Sędziowie liniowi: Jason Thorrignac Chris van Grinsven |
| Godzina: 18:00 | 23 min. kar                                                             |                 | 12 min. kar                               | Widzów: 1600 Sędzia główny: Nicolas Cregut Tim Tzirtziganis Sędziowie liniowi: Jason Thorrignac Chris van Grinsven |

## III runda

### Grupa E
Tabela

| Lp. | Zespół             | M | Pkt | Z | WpD | PpD | P | G+ | G- | +/− |
| --- | ------------------ | - | --- | - | --- | --- | - | -- | -- | --- |
| 1   | Saryarka Karaganda | 3 | 9   | 3 | 0   | 0   | 0 | 10 | 2  | +8  |
| 2   | Cracovia           | 3 | 4   | 0 | 2   | 0   | 1 | 8  | 8  | 0   |
| 3   | HK Poprad          | 3 | 4   | 1 | 0   | 1   | 1 | 6  | 9  | -3  |
| 4   | Asiago Hockey      | 3 | 1   | 0 | 0   | 1   | 2 | 6  | 11 | -5  |

Wyniki
| 19 listopada 2021 | HK Poprad | 3:1 | Asiago Hockey | Lodowisko im. Adama „Rocha” Kowalskiego, Kraków |

| Szczegóły      | Szczegóły                                                            | Szczegóły       | Szczegóły               | Szczegóły                                                                                            |
| -------------- | -------------------------------------------------------------------- | --------------- | ----------------------- | --- |
| Godzina: 14:00 | P. Sisovsky (EQ) 14:58 M. Dalhuisen (EQ) 26:56 P. Svitana (EQ) 57:24 | (1:0, 1:1, 1:0) | 20:29 (EQ) M. Marchetti | Widzów: 100 Sędzia główny: Thomas Andersen Liam Sewell Sędziowie liniowi: Mateusz Bucki Michał Gerne |
| Godzina: 14:00 | 4 min. kar                                                           |                 | 10 min. kar             | Widzów: 100 Sędzia główny: Thomas Andersen Liam Sewell Sędziowie liniowi: Mateusz Bucki Michał Gerne |

| 19 listopada 2021 | Cracovia | 0:2 | Saryarka Karaganda | Lodowisko im. Adama „Rocha” Kowalskiego, Kraków |

| Szczegóły      | Szczegóły   | Szczegóły       | Szczegóły                                     | Szczegóły |
| -------------- | ----------- | --------------- | --------------------------------------------- | --- |
| Godzina: 19:00 |             | (0:1, 0:1, 0:0) | 18:00 (EQ) S. Grymzin 23:41 (EQ) W. Zielenkow | Widzów: 1100 Sędzia główny: Jakub Sindel Mats Wikstrand Sędziowie liniowi: Mateusz Kucharewicz Rafał Noworyta |
| Godzina: 19:00 | 12 min. kar |                 | 2 min. kar                                    | Widzów: 1100 Sędzia główny: Jakub Sindel Mats Wikstrand Sędziowie liniowi: Mateusz Kucharewicz Rafał Noworyta |

| 20 listopada 2021 | Saryarka Karaganda | 4:2 | Asiago Hockey | Lodowisko im. Adama „Rocha” Kowalskiego, Kraków |

| Szczegóły      | Szczegóły                                                                                         | Szczegóły       | Szczegóły                                       | Szczegóły                                                                                               |
| -------------- | ------------------------------------------------------------------------------------------------- | --------------- | ----------------------------------------------- | --- |
| Godzina: 14:00 | D. Fjodorovs (EQ) 08:06 N. Anochowski (EQ) 10:49 W. Zielenkow (PP) 18:55 N. Anochowski (EQ) 58:41 | (3:0, 0:1, 1:1) | 39:22 (PP) S. Marchetti 54:26 (PP2) C. Ginnetti | Widzów: 150 Sędzia główny: Thomas Andersen Raivis Jucers Sędziowie liniowi: Michał Gerne Rafał Noworyta |
| Godzina: 14:00 | 8 min. kar                                                                                        |                 | 12 min. kar                                     | Widzów: 150 Sędzia główny: Thomas Andersen Raivis Jucers Sędziowie liniowi: Michał Gerne Rafał Noworyta |

| 20 listopada 2021 | HK Poprad | 3:4 pk. | Cracovia | Lodowisko im. Adama „Rocha” Kowalskiego, Kraków |

| Szczegóły      | Szczegóły                                                           | Szczegóły                 | Szczegóły                                                                            | Szczegóły                                                                                                 |
| -------------- | ------------------------------------------------------------------- | ------------------------- | ------------------------------------------------------------------------------------ | --- |
| Godzina: 19:00 | D. Brejčák (EQ) 10:42 J. Livingston (EQ) 20:21 D. Skokan (PS) 48:01 | (1:1, 1:1, 1:1, 0:0, 0:1) | 04:32 (EQ) A. Ježek 36:33 (EQ) Ł. Kamiński 55:55 (PP) D. Kapica 65:00 (GWG) E. Němec | Widzów: 1300 Sędzia główny: Liam Sewell Jakub Sindel Sędziowie liniowi: Mateusz Kucharewicz Andrzej Nenko |
| Godzina: 19:00 | 14 min. kar                                                         |                           | 12 min. kar                                                                          | Widzów: 1300 Sędzia główny: Liam Sewell Jakub Sindel Sędziowie liniowi: Mateusz Kucharewicz Andrzej Nenko |

| 21 listopada 2021 | Saryarka Karaganda | 4:0 | HK Poprad | Lodowisko im. Adama „Rocha” Kowalskiego, Kraków |

| Szczegóły      | Szczegóły                                                                                         | Szczegóły       | Szczegóły   | Szczegóły                                                                                                   |
| -------------- | ------------------------------------------------------------------------------------------------- | --------------- | ----------- | --- |
| Godzina: 14:00 | A. Borisewicz (EQ) 08:33 I. Biezrukow (EQ) 20:24 N. Anochowski (EQ) 43:12 M. Rachmanow (PP) 49:41 | (1:0, 1:0, 2:0) |             | Widzów: 250 Sędzia główny: Jakub Sindel Mats Wikstrand Sędziowie liniowi: Mateusz Kucharewicz Andrzej Nenko |
| Godzina: 14:00 | 10 min. kar                                                                                       |                 | 33 min. kar | Widzów: 250 Sędzia główny: Jakub Sindel Mats Wikstrand Sędziowie liniowi: Mateusz Kucharewicz Andrzej Nenko |

| 21 listopada 2021 | Asiago Hockey | 3:4 pd. | Cracovia | Lodowisko im. Adama „Rocha” Kowalskiego, Kraków |

| Szczegóły      | Szczegóły                                                                 | Szczegóły            | Szczegóły                                                                                 | Szczegóły                                                                                             |
| -------------- | ------------------------------------------------------------------------- | -------------------- | ----------------------------------------------------------------------------------------- | --- |
| Godzina: 19:00 | A. Salinitri (PP2) 32:00 A. Salinitri (EQ) 33:48 M. Magnabosco (EQ) 54:37 | (0:1, 2:1, 1:1, 0:1) | 09:42 (PP) E. Němec 39:20 (EQ) D. Ismagiłow 51:30 (EQ) I. Jacenko 64:09 (PP) A. Woroszyło | Widzów: 1500 Sędzia główny: Raivis Jucers Liam Sewell Sędziowie liniowi: Mateusz Bucki Rafał Noworyta |
| Godzina: 19:00 | 12 min. kar                                                               |                      | 33 min. kar                                                                               | Widzów: 1500 Sędzia główny: Raivis Jucers Liam Sewell Sędziowie liniowi: Mateusz Bucki Rafał Noworyta |

### Grupa F
Tabela

| Lp. | Zespół             | M | Pkt | Z | WpD | PpD | P | G+ | G- | +/− |
| --- | ------------------ | - | --- | - | --- | --- | - | -- | -- | --- |
| 1   | Aalborg Pirates    | 3 | 6   | 2 | 0   | 0   | 1 | 13 | 7  | +6  |
| 2   | HK Homel           | 3 | 6   | 2 | 0   | 0   | 1 | 9  | 6  | +3  |
| 3   | Sheffield Steelers | 3 | 6   | 2 | 0   | 0   | 1 | 6  | 7  | -1  |
| 4   | Olimp Ryga         | 3 | 0   | 0 | 0   | 0   | 3 | 5  | 13 | -8  |

Wyniki
| 19 listopada 2021 | HK Homel | 3:1 | Olimp Ryga | Gigantium Isarena, Aalborg |

| Szczegóły      | Szczegóły                                                               | Szczegóły       | Szczegóły             | Szczegóły                                                                                               |
| -------------- | ----------------------------------------------------------------------- | --------------- | --------------------- | --- |
| Godzina: 16:00 | N. Susło (PP) 04:35 D. Ambrażejczyk (PP) 08:04 A. Kudriawcew (EQ) 41:37 | (2:0, 0:1, 1:0) | 30:48 (EQ) M. Rēdlihs | Widzów: 237 Sędzia główny: Michał Baca Alex Lazzeri Sędziowie liniowi: Frederik Andersen Nicklas Knosen |
| Godzina: 16:00 | 16 min. kar                                                             |                 | 16 min. kar           | Widzów: 237 Sędzia główny: Michał Baca Alex Lazzeri Sędziowie liniowi: Frederik Andersen Nicklas Knosen |

| 19 listopada 2021 | Aalborg Pirates | 1:3 | Sheffield Steelers | Gigantium Isarena, Aalborg |

| Szczegóły      | Szczegóły             | Szczegóły       | Szczegóły                                                     | Szczegóły |
| -------------- | --------------------- | --------------- | ------------------------------------------------------------- | --- |
| Godzina: 19:30 | K. Kabanow (EQ) 49:36 | (0:1, 0:0, 1:2) | 17:31 (EQ) A. Deluca 54:59 (EQ) M. Látal 59:59 (EQ) M. Sointu | Widzów: 752 Sędzia główny: Benjamin Hoppe Andreas Huber Sędziowie liniowi: Emil Dalsgaard Andreas Weise Kroyer |
| Godzina: 19:30 | 6 min. kar            |                 | 6 min. kar                                                    | Widzów: 752 Sędzia główny: Benjamin Hoppe Andreas Huber Sędziowie liniowi: Emil Dalsgaard Andreas Weise Kroyer |

| 20 listopada 2021 | Sheffield Steelers | 3:2 | Olimp Ryga | Gigantium Isarena, Aalborg |

| Szczegóły      | Szczegóły                                                        | Szczegóły       | Szczegóły                                     | Szczegóły |
| -------------- | ---------------------------------------------------------------- | --------------- | --------------------------------------------- | --- |
| Godzina: 16:00 | A. Graham (EQ) 02:22 M. Sointu (EQ) 31:38 J. Phillips (PP) 54:20 | (1:0, 1:0, 1:2) | 42:49 (EQ) S. Mezaraups 58:39 (EQ) M. Rēdlihs | Widzów: 227 Sędzia główny: Rasmus Ankersen Benjamin Hoppe Sędziowie liniowi: Albert Ankerstjerne Andreas Weise Kroyer |
| Godzina: 16:00 | 10 min. kar                                                      |                 | 12 min. kar                                   | Widzów: 227 Sędzia główny: Rasmus Ankersen Benjamin Hoppe Sędziowie liniowi: Albert Ankerstjerne Andreas Weise Kroyer |

| 20 listopada 2021 | HK Homel | 2:5 | Aalborg Pirates | Gigantium Isarena, Aalborg |

| Szczegóły      | Szczegóły                                           | Szczegóły       | Szczegóły | Szczegóły                                                                                               |
| -------------- | --------------------------------------------------- | --------------- | --- | --- |
| Godzina: 19:30 | P. Razwadouski (EQ) 08:20 P. Razwadouski (EQ) 33:09 | (1:2, 1:2, 0:1) | 09:05 (EQ) J. Skinnars 13:19 (EQ) S. Anderson 30:43 (PP) P. O. Morin 37:40 (EQ) N. Carstensen 55:22 (SH) J. Jakobsen | Widzów: 716 Sędzia główny: Michał Baca Alex Lazzeri Sędziowie liniowi: Frederik Andersen Emil Dalsgaard |
| Godzina: 19:30 | 31 min. kar                                         |                 | 10 min. kar | Widzów: 716 Sędzia główny: Michał Baca Alex Lazzeri Sędziowie liniowi: Frederik Andersen Emil Dalsgaard |

| 21 listopada 2021 | Sheffield Steelers | 0:4 | HK Homel | Gigantium Isarena, Aalborg |

| Szczegóły      | Szczegóły  | Szczegóły       | Szczegóły                                                                                | Szczegóły |
| -------------- | ---------- | --------------- | ---------------------------------------------------------------------------------------- | --- |
| Godzina: 13:00 |            | (0:1, 0:2, 0:1) | 07:00 (EQ) N. Susło 26:41 (EQ) I. Sekerin 31:27 (PP) I. Karabanow 59:56 (EQ) I. Rewienko | Widzów: 172 Sędzia główny: Rasmus Ankersen Alex Lazzeri Sędziowie liniowi: Albert Ankerstjerne Nicklas Knosen |
| Godzina: 13:00 | 8 min. kar |                 | 8 min. kar                                                                               | Widzów: 172 Sędzia główny: Rasmus Ankersen Alex Lazzeri Sędziowie liniowi: Albert Ankerstjerne Nicklas Knosen |

| 21 listopada 2021 | Olimp Ryga | 2:7 | Aalborg Pirates | Gigantium Isarena, Aalborg |

| Szczegóły      | Szczegóły                                    | Szczegóły       | Szczegóły | Szczegóły |
| -------------- | -------------------------------------------- | --------------- | --- | --- |
| Godzina: 16:30 | A. Širokovs (PP) 05:21 K. Apsitis (EQ) 57:37 | (1:1, 0:2, 1:4) | 12:59 (PP) C. Curti 22:53 (EQ) K. Kabanow 26:14 (EQ) K. Kabanow 45:48 (SH) J. J. Korsgaard 54:00 (PP) P. O. Morin 55:27 (PP2) J. Jakobsen 55:55 (PP) P. O. Morin | Widzów: 816 Sędzia główny: Michał Baca Benjamin Hoppe Sędziowie liniowi: Emil Dalsgaard Andreas Weise Kroyer |
| Godzina: 16:30 | 41 min. kar                                  |                 | 10 min. kar | Widzów: 816 Sędzia główny: Michał Baca Benjamin Hoppe Sędziowie liniowi: Emil Dalsgaard Andreas Weise Kroyer |

## Superfinał
Na początku grudnia 2021 ogłoszono, że na miejsce Superfinału wyznaczono miasto Aalborg w Danii. 21 grudnia 2021 ogłoszono przesunięcie terminu rozgrywki na dni 4-6 marca 2022. W związku z inwazją Rosji na Ukrainę w dniu 28 lutego 2022 IIHF ogłosiła, że zawieszono udział wszystkich drużyn narodowych i klubowych z Rosji i Białorusi każdej kategorii wiekowej we wszystkich zawodach i imprezach federacji do odwołania, co skutkowało niedopuszczeniem drużyn HK Homel do występu w Superfinale PK. 2 marca 2022 ogłoszono zmodyfikowany terminarz turnieju finałowego.
W Superfinale triumfowała Cracovia - po raz pierwszy w historii zdobywając trofeum dla Polski.
Tabela

| Lp. | Zespół             | M | Z | WpD | PpD | P | G+ | G- | +/− | Pkt |
| --- | ------------------ | - | - | --- | --- | - | -- | -- | --- | --- |
| 1   | Cracovia           | 3 | 2 | 0   | 0   | 0 | 6  | 1  | +5  | 6   |
| 2   | Saryarka Karaganda | 3 | 1 | 0   | 0   | 1 | 5  | 3  | +2  | 3   |
| 3   | Aalborg Pirates    | 3 | 0 | 0   | 0   | 2 | 1  | 8  | -7  | 0   |

Wyniki
| 4 marca 2022 | Cracovia | 2:1 | Saryarka Karaganda | Gigantium Isarena, Aalborg |

| Szczegóły      | Szczegóły                                          | Szczegóły       | Szczegóły                    | Szczegóły                                                                  |
| -------------- | -------------------------------------------------- | --------------- | ---------------------------- | -------------------------------------------------------------------------- |
| Godzina: 19:00 | Jewgienij Popiticz (SH) 27:10 Jiří Gula (EQ) 34:45 | (0:1, 2:0, 0:0) | 03:47 (EQ) Michaił Rachmanow | Widzów: 203 Sędzia główny: Roy Stian Hansen Sędziowie liniowi: Peter Stano |
| Godzina: 19:00 | 4 min.                                             |                 | 4 min.                       | Widzów: 203 Sędzia główny: Roy Stian Hansen Sędziowie liniowi: Peter Stano |

| 5 marca 2022 | Aalborg Pirates | 0:4 | Cracovia | Gigantium Isarena, Aalborg |

| Szczegóły      | Szczegóły | Szczegóły       | Szczegóły                                                                                                   | Szczegóły                                                              |
| -------------- | --------- | --------------- | --- | ---------------------------------------------------------------------- |
| Godzina: 19:00 |           | (0:2, 0:1, 0:1) | 07:05 (EQ) Collin Shirley 08:10 (EQ) Anton Złobin 20:59 (EQ) Dmitrij Ismagiłow 58:18 (EQ, EN) Damian Kapica | Widzów: 1319 Sędzia główny: Liam Sewell Sędziowie liniowi: Peter Stano |
| Godzina: 19:00 | 8 min.    |                 | 8 min. | Widzów: 1319 Sędzia główny: Liam Sewell Sędziowie liniowi: Peter Stano |

| 6 marca 2022 | Saryarka Karaganda | 4:1 | Aalborg Pirates | Gigantium Isarena, Aalborg |

| Szczegóły      | Szczegóły | Szczegóły       | Szczegóły                | Szczegóły                                                                  |
| -------------- | --- | --------------- | ------------------------ | -------------------------------------------------------------------------- |
| Godzina: 19:00 | Siergiej Barbaszew (EQ) 03:30 Stiepan Grymzin (EQ) 30:03 Andriej Jakowlew (EQ) 34:45 Nikita Anochowski (EQ) 59:43 | (1:0, 2:0, 1:1) | 44:39 (EQ) Ian Edmondson | Widzów: 569 Sędzia główny: Roy Stian Hansen Sędziowie liniowi: Liam Sewell |
| Godzina: 19:00 | 6 min. |                 | 0 min.                   | Widzów: 569 Sędzia główny: Roy Stian Hansen Sędziowie liniowi: Liam Sewell |

### Statystyki
- Klasyfikacja strzelców: dwunastu zawodników z jednym golem[7]
- Klasyfikacja asystentów:  Michaił Rachmanow (Saryarka),  Iwan Worobjow (Cracovia)[8]
- Klasyfikacja kanadyjska:  Michaił Rachmanow (Saryarka)[9]
- Klasyfikacja +/-:  Saku Kinnunen (Cracovia)[10]
- Klasyfikacja skuteczności interwencji bramkarzy:  Dienis Pieriewozczikow[11]
- Klasyfikacja średniej goli straconych na mecz bramkarzy:  Dienis Pieriewozczikow

### Triumfatorzy
Skład drużyny zwycięskiej:
- Bramkarze: Łukasz Hebda (nie grał), Dienis Pieriewozczikow, David Zabolotny (nie grał)
- Obrońcy: Martin Dudáš (kapitan), Jiří Gula, Aleš Ježek, Władisław Kazamanow, Saku Kinnunen, Imants Ļeščovs, Jakub Müller, Iwan Worobjow
- Napastnicy: Igor Augustyniak, Sebastian Brynkus, Štěpán Csamangó, Jegor Dugin, Dmitrij Ismagiłow, Damian Kapica, Grigorij Miszczenko, Erik Němec, Jewgienij Popiticz, Collin Shirley, Jewgienij Sołowjow, Anton Złobin
- Trenerzy: Rudolf Roháček (główny), Dominik Salamon (asystent)